# Joseph Middeleer
Joseph Middeleer (né à Ixelles le 12 février 1865 et mort à Assebroek le 12 ou le 13 mars 1939) est un peintre et aquarelliste belge connu pour ses scènes de genre, ses figures, ses paysages et ses natures mortes. 
Artiste de formation académique, style et les thèmes abordés reflètent initialement le style de genre rétro de la peinture historique romantique belge. Il traite ensuite de thèmes réalistes sociaux et, dans les années 1890, il peint un certain nombre d'œuvres symbolistes.

## Biographie

### Famille et formation

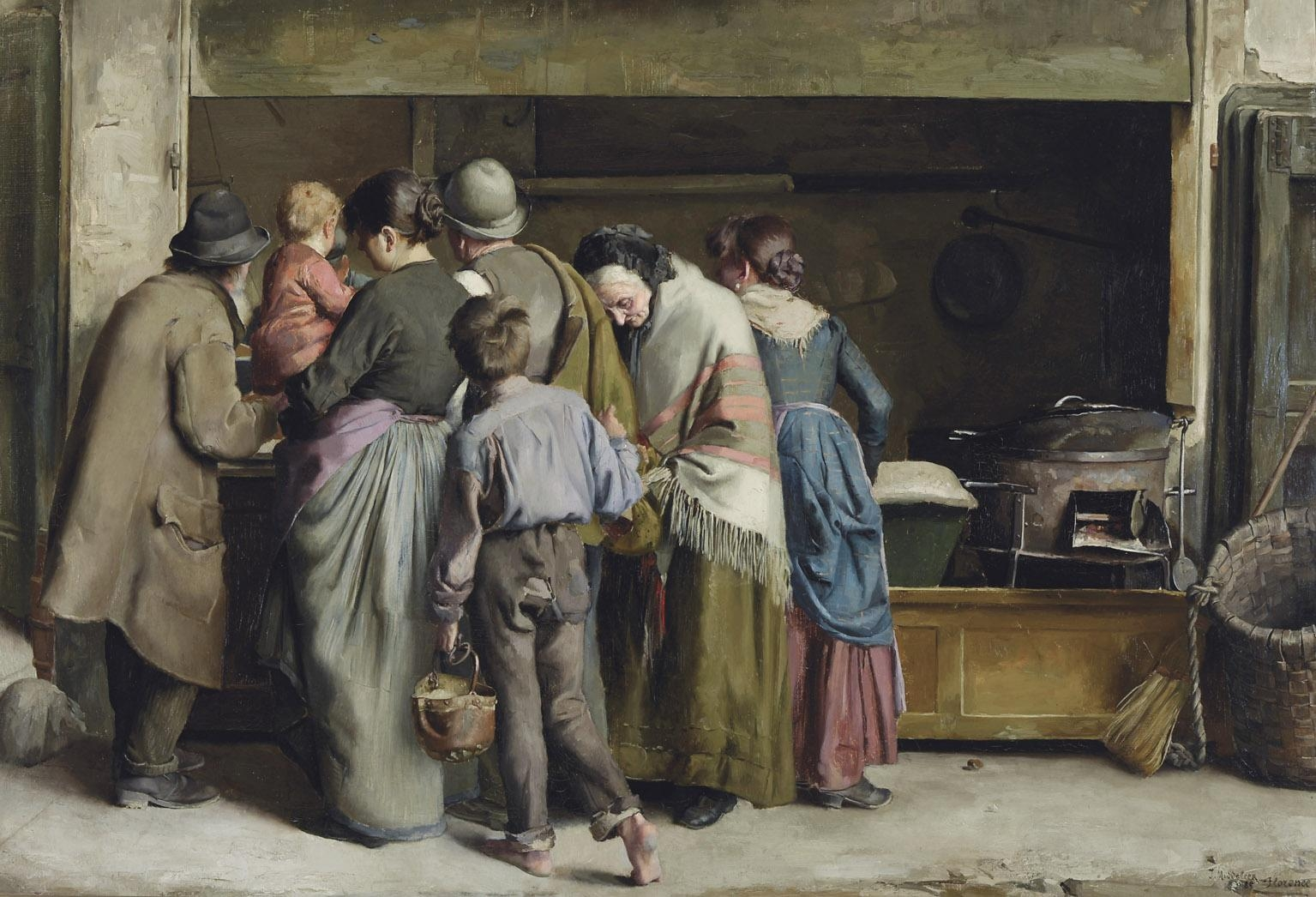
Échoppe de nourriture à Florence, 1885.

Joseph (Isidore Joseph Henri) Middeleer, né à Ixelles près de Bruxelles, le 12 février 1865 est le fils d'Isidore Middeleer, négociant natif d'Ixelles, et de Marie Joséphine Philomène Simon, originaire d'Ottignies. De 1879 à 1884, il étudie à l'Académie royale des beaux-arts de Bruxelles. Il fréquente également l'atelier d'art privé de Franz Meerts, peintre de scènes de genre avec lequel il se rend en Italie et qu'il aide à réaliser, à Florence, une copie du triptyque L'adoration des bergers de Hugo van der Goes,,.

### Carrière
Joseph Middeleer est membre de deux associations artistiques bruxelloises. La première est L'Union des Arts qui existe de 1876 à 1885 et organise des expositions collectives d'œuvres d'artistes plasticiens. Trois de ces expositions ont eu lieu, toutes dans l'atelier personnel du maître de Middeleer, Franz Meerts. Elles ne rencontrent pas beaucoup de succès. Parmi les autres membres de cette association figurent notamment Marie De Bièvre, Flori Van Acker et Henri Van der Taelen. Joseph Middeleer rejoint le Cercle des aquarellistes et graveurs, fondé en 1883, mais déjà dissout l'année suivante.
Après la disparition de l'Union des Arts, Joseph Middeleer est avec Franz Meerts et d'autres cofondateurs à l'origine d'une nouvelle association pour jeunes artistes, qui reçoit le nom néerlandais Voorwaarts (« En avant ») en 1885. La devise du cercle est : Hooger is ons doel (« Notre objectif est plus haut »). Le blason du Voorwaarts est conçu par Middeleer. Les membres du Voorwaarts comprennent Ernest Hoorickx, Léon Massaux, Emile Rimbout, Jan Stobbaerts, Pierre Stobbaerts, Eugène Surinx, Flori van Acker et Camille Wauters. Plus tard, d'autres rejoignent le groupe, dont Theodoor Verstraete, Emile Claus, Adrien-Joseph Heymans, Gustave Vanaise, Alfred Verhaeren, Victor Gilsoul, Eugène Laermans, August De Bats, Henri Ottevaere et Émile Van Doren. Le premier salon a lieu en 1885, rue Croix de fer, au cœur animé de Bruxelles. En 1888, le Voorwaarts expose aux Musées royaux des Beaux-Arts de Belgique à Bruxelles. L'association cesse d'exister en 1893, après avoir organisé une sixième exposition dans laquelle les œuvres de Middeleer sont favorablement remarquées par la critique.   

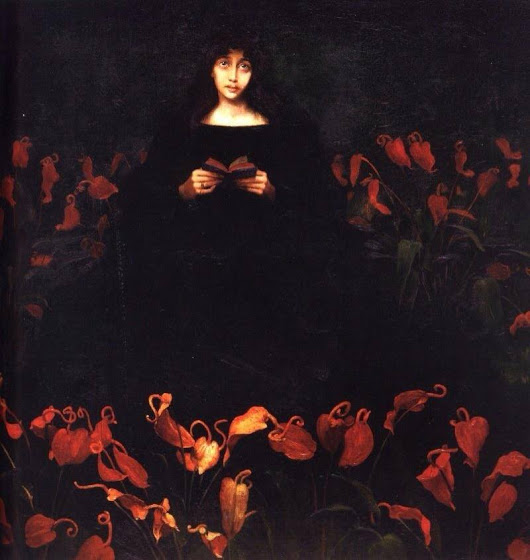
La démoniaque, 1893.

Middeleer remporte, grâce au sujet imposé, Diagoras porté en triomphe par ses fils, vainqueurs des Jeux olympiques de la Grèce ancienne, le second prix de Rome belge de peinture, qu'il partage avec Herman Richir en 1886. 
Il reçoit aussi le prix des arts pratiques de l'Académie royale des sciences, des lettres et des beaux-arts de Belgique en 1887,. À la demande du gouvernement, il participe également à quelques projets de restauration, comme les peintures murales du XVIe siècle de l'église Saint-Martin de Meise redécouvertes en 1895. Il utilise une technique de fresque inhabituelle en réalisant la restauration sur une surface nervurée plutôt que plane. Son travail est salué car les fresques restaurées ne pouvaient être distinguées des œuvres originales. Il ajoute également deux nouvelles fresques dans le style des fresques anciennes.

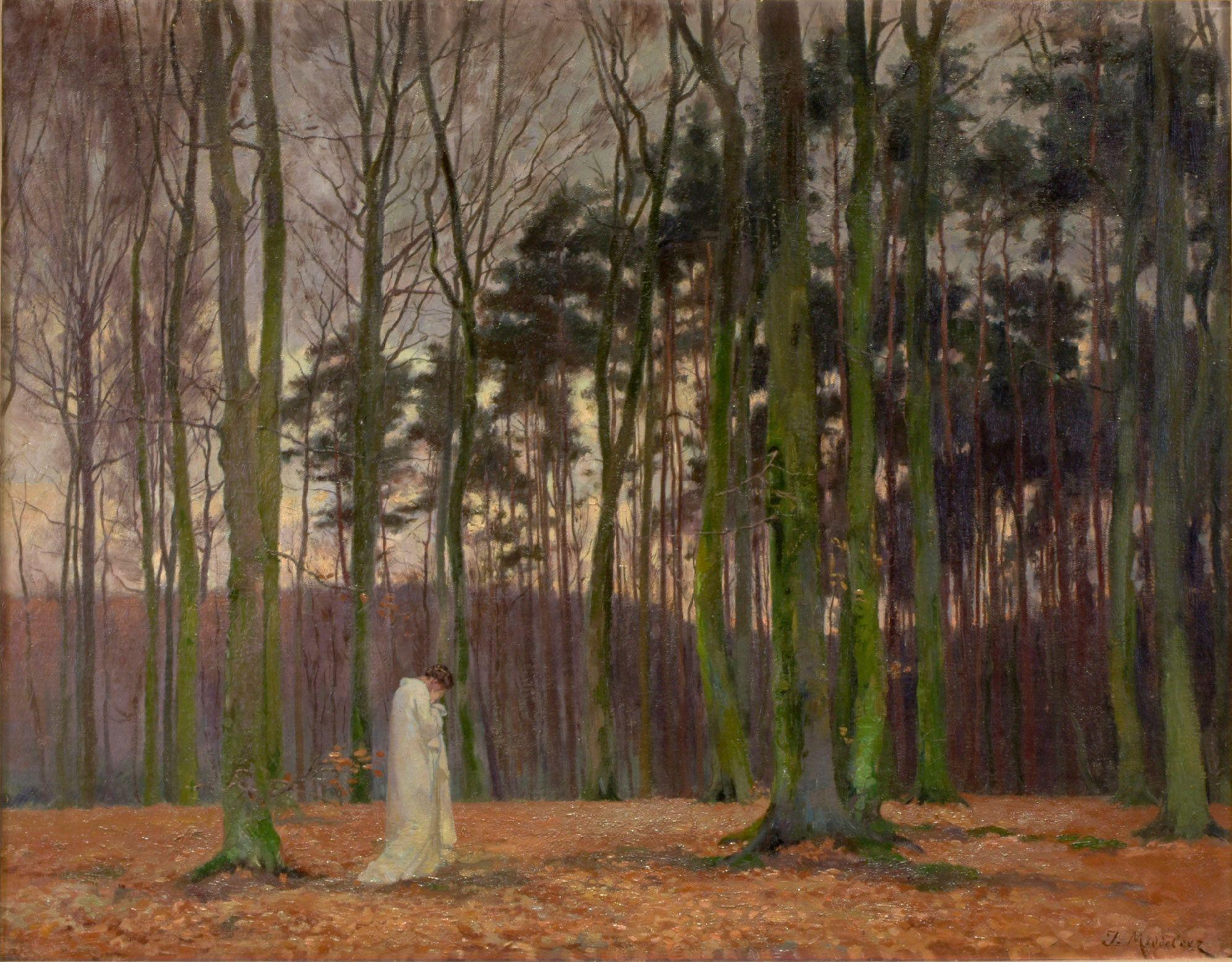
Mélancolie.

Middeleer participe aux salons de L'Art idéaliste à partir de 1896. L'initiative de ces salons est prise par Jean Delville, peintre symboliste, auteur et théosophe. Delville soutient l'art basé sur des idées qui exprime des idéaux philosophiques dérivés des traditions hermétiques et ésotériques contemporaines. Le mouvement idéaliste est opposé à l'impressionnisme et au réalisme dans l'art.
À cette époque, Middeleer commence également à peindre des peintures symbolistes, telle que La Démoniaque. Ces œuvres sont également proches de celles des préraphaélites. Il participe également aux « Gestes Esthétiques » entre 1892 et 1897 avec, entre autres, Fernand Khnopff. Ces salons d'art symboliste ont été initiés par l'occultiste français Josephin Péladan qui considérait l'art comme d'origine divine. Middeleer est influencé par cette ligne de pensée, comme en témoigne la présence proéminente de la figure du Christ sur plusieurs de ses dessins. Un tableau symbolique bien connu de Middeleer est parfois comparé à la Méduse endormie de Fernand Khnopff.
Joseph Middeleer a illustré la publication en trois volumes L'art flamand écrite par Jules Dujardin, publiée en 1896. Middeleer a réalisé 1 500 dessins à la plume illustrant des œuvres d'art de maîtres anciens pour cette publication sur l'histoire de l'art flamand.

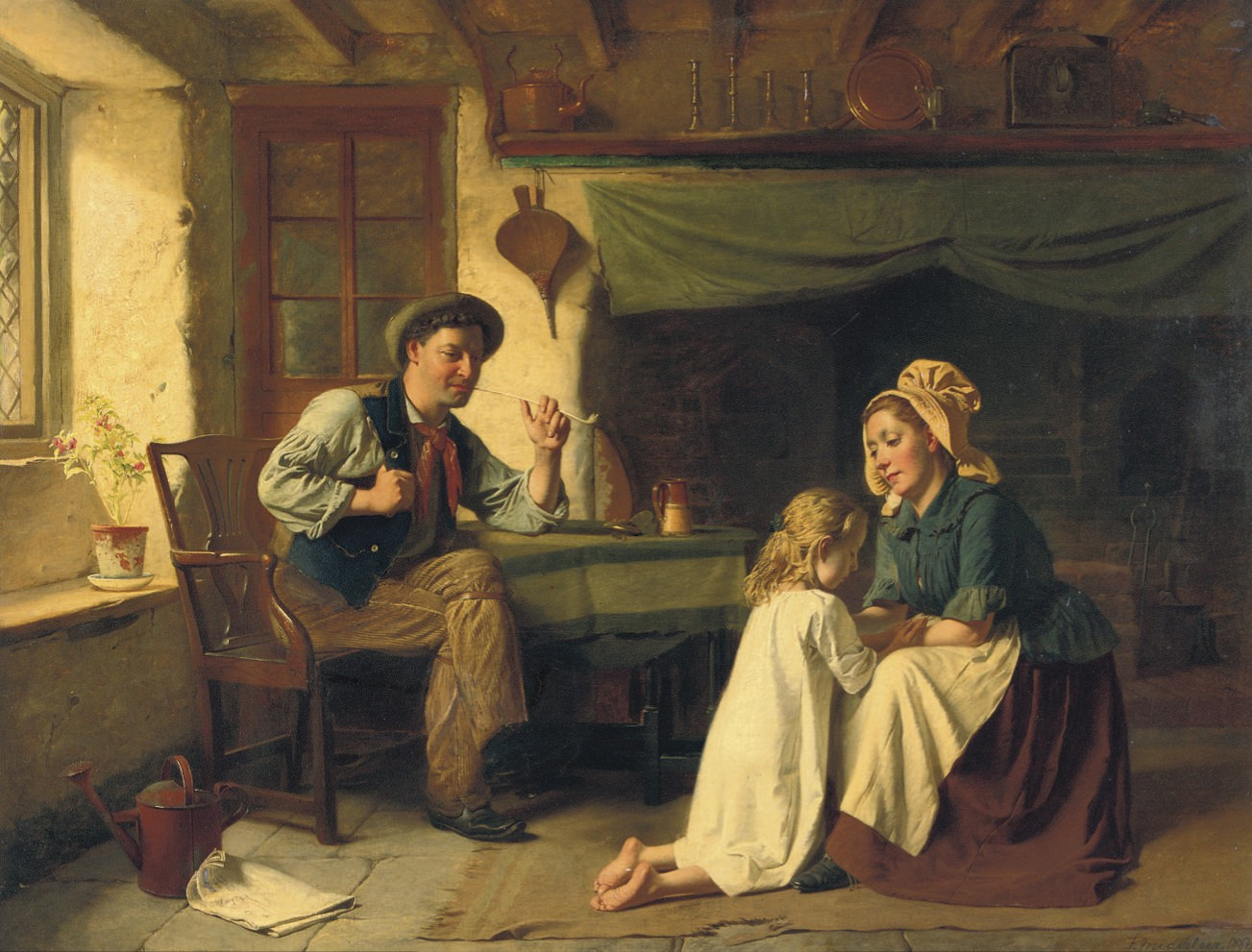
La fille chérie, 1887.

En 1904, Middeleer s'installe dans la campagne d'Assebroek, près de Bruges, puis il réside, à partir de 1910, à Bruxelles. Peu après le gouvernement français acquiert une de ses toiles pour le Musée du Luxembourg.

### Mort
Époux de Joséphine Minten depuis 1895 et veuf depuis 1901, Joseph Middeleer meurt, à l'âge de 74 ans, à Assebroek le 12 ou le 13 mars 1939.

## Champ pictural

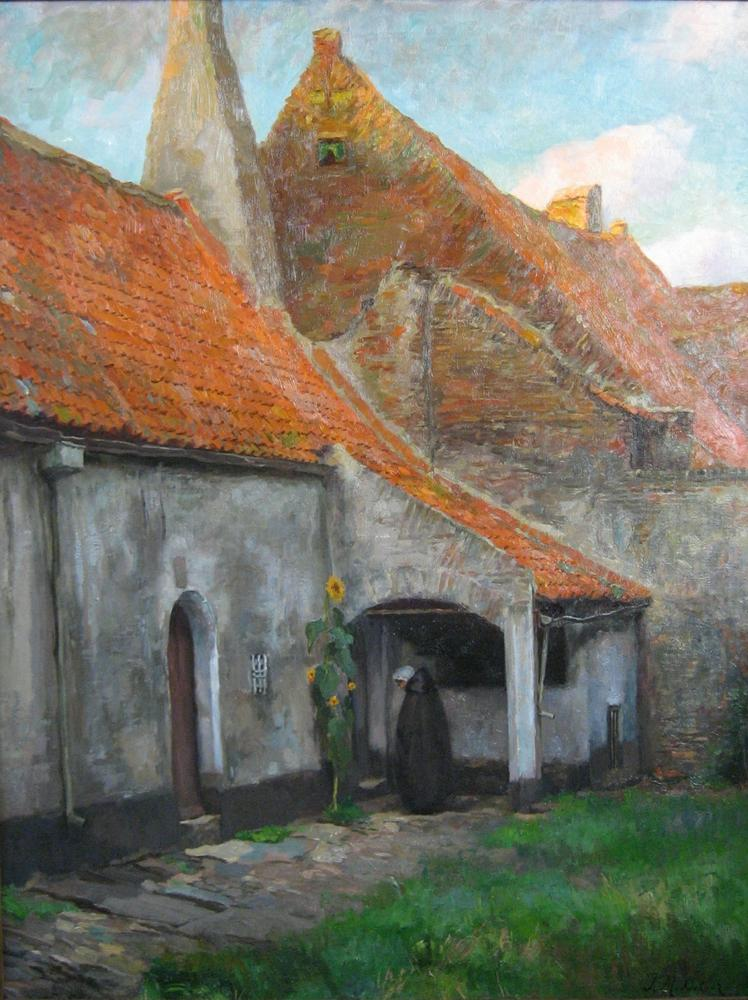
Béguinage de Bruges.

Joseph Middeleer est connu pour ses scènes de genre, ses personnages, ses paysages et ses natures mortes. C'était un artiste de formation académique dont le style et les thèmes reflétaient initialement le style de genre rétro de la peinture historique romantique belge, privilégiant les scènes de genre placées dans un environnement des XVIe et XVIIe siècles. Au début de sa carrière, il traite également de thèmes relevant du réalisme social et, dans les années 1890, il peint un certain nombre d'œuvres symbolistes. À l'exposition du Voorwaarts de 1892 le critique du Journal de Bruxelles estime que les courageuses et audacieuses tentatives de Middeleer n'aboutissent pas jusqu'à présent, et que dans sa volonté d'illustrer une page des Fleurs du Mal, que seul Félicien Rops aurait peut-être pu réussir. Lors du salon de peinture de 1896 du cercle Pour l'art, Joseph Middeleer est jugé moins moderne que certains de ses confrères, car il se réfère à la peinture gothique, mais son œuvre Inspiration est considérée comme une toile d'un charme très poétique grâce à ses couleurs chatoyantes. Plus tard, il représente des vues idylliques de la ville et des paysages, souvent de Bruges ou de ses environs.